# Ilisso (fiume)
L'Ilisso (in greco Iλισός?, Ilisós; in greco antico: Ἰλισσός?, Ilissós) è un piccolo fiume dell'Attica che scorre lungo la pianura di Atene.

## Descrizione
Era formato da due rami: quello principale, che nasce sul versante settentrionale del monte Imetto, riceveva nei pressi del Liceo, ad est di Atene, le acque di quello secondario, l'Eridano (Ἠριδανός, Eridanós), ora in secca, che sorgeva sulla parte occidentale dell'Imetto presso Syriani.
Il fiume scorre poi attraverso la zona meridionale della città, verso la baia del Falero; spesso, però, non raggiunge il mare per la scarsità di acqua e d'estate è sempre in secca. I platani che sorgevano intorno al fiume e le rive ombrose di questo, descritti da Platone nel Fedro, sono stati sostituiti da nude rocce e radi cespugli. La sorgente di Syriani è un luogo molto affascinante ed è stato descritto da Ovidio:
(Ovidio, III, 687)